# Neston
Neston – miasto i civil parish w unitary authority Cheshire West and Chester. Położone jest w południowo-zachodniej części półwyspu Wirral, należącej do hrabstwa Cheshire. W 2001 miasto to liczyło 3521 mieszkańców.